# Pterostyrax
Pterostyrax é um género botânico pertencente à família Styracaceae.